# Хаматова, Чулпан Наилевна

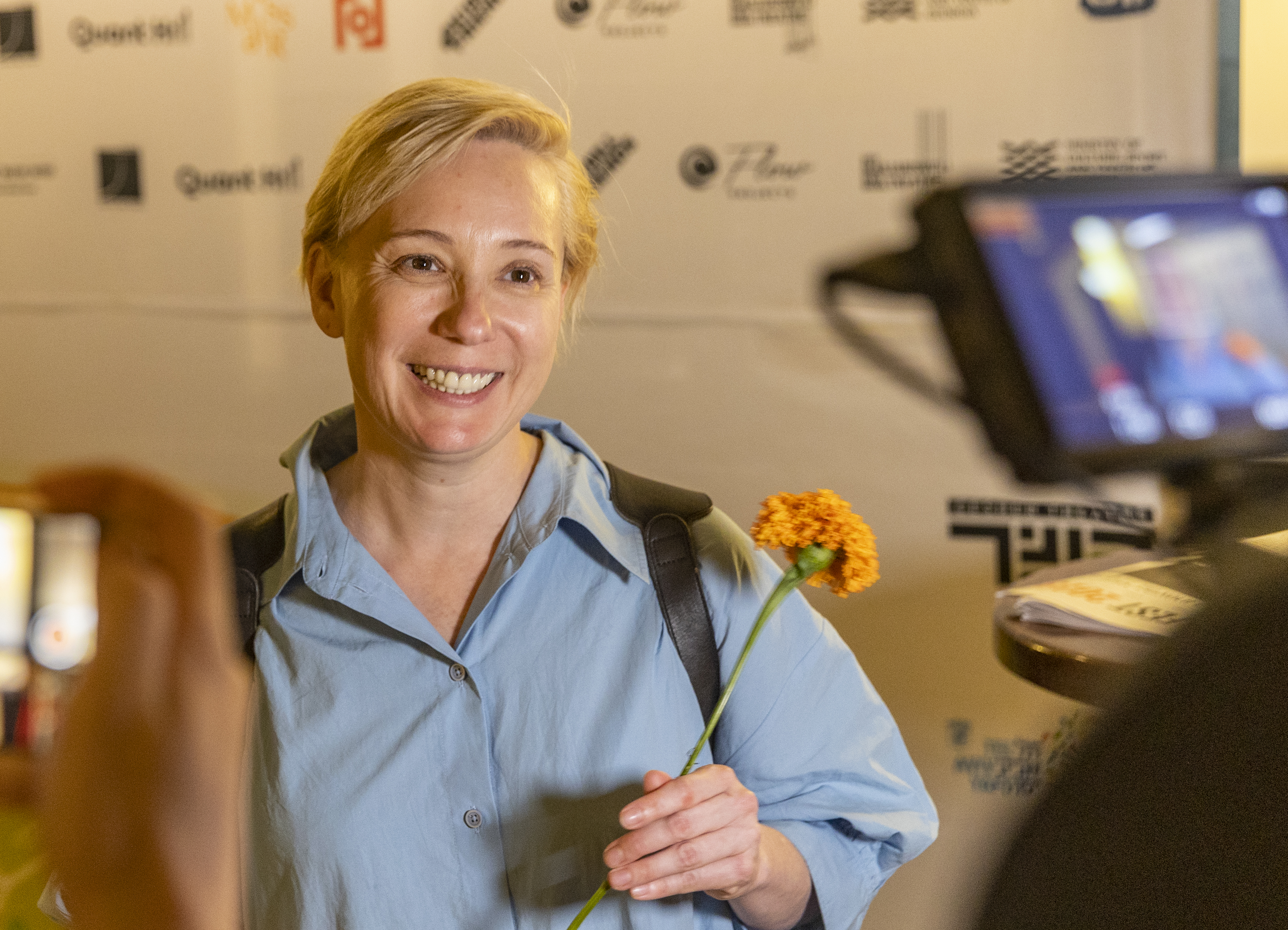
Чулпан Хаматова. Израиль JaffaFest 2023

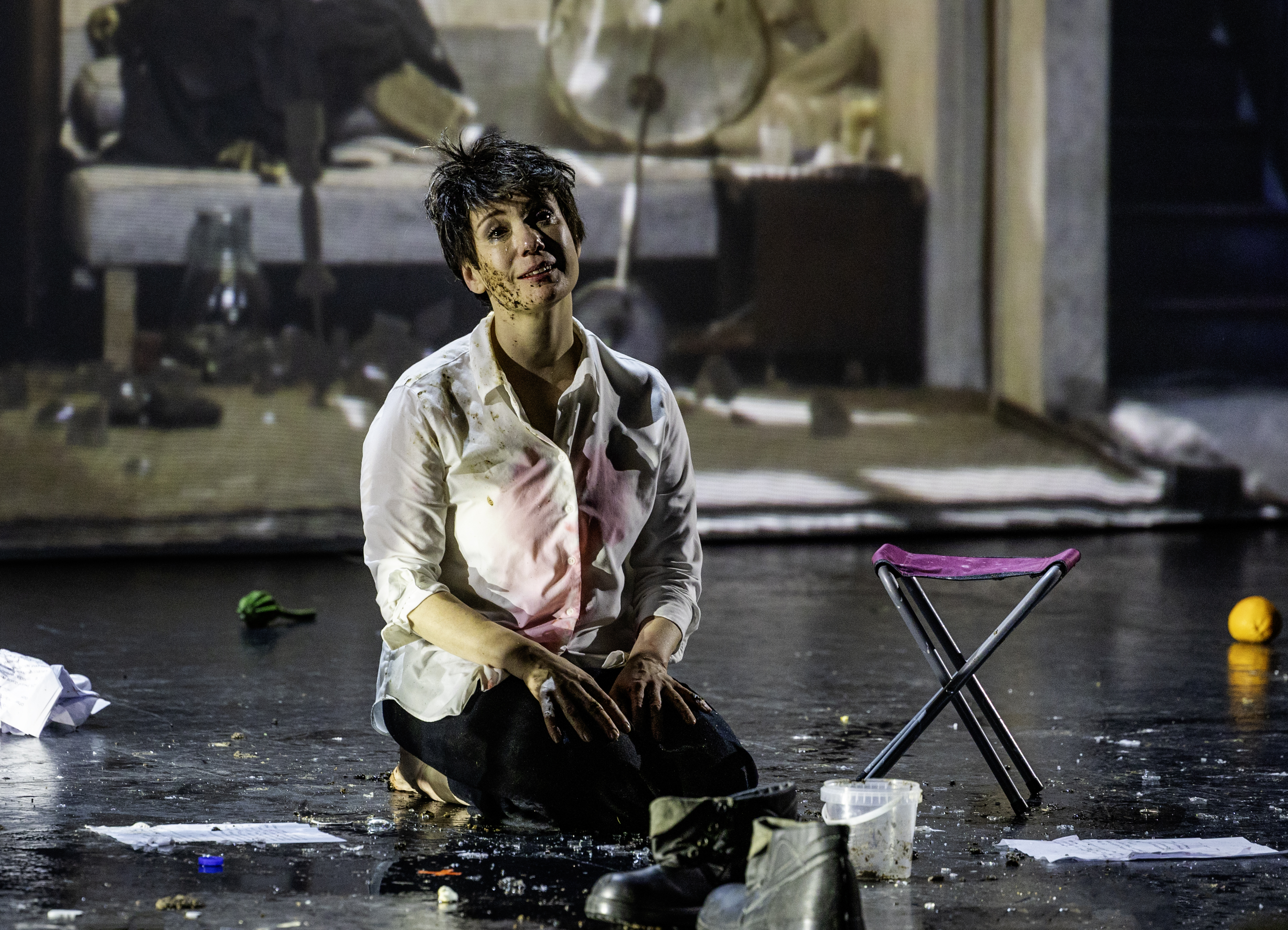
Чулпан Хаматова в постановке Дмитрия Крымова «Записки сумасшедших». 2025

Чулпа́н Наи́левна Хама́това (тат. Чулпан Наил кызы Хаматова; род. 1 октября 1975, Казань, Татарская АССР, СССР) — российская актриса театра и кино, общественный деятель; народная артистка Российской Федерации (2012), лауреат двух Государственных премий Российской Федерации (2004, 2014).
С 1998 по 2022 год — ведущая актриса Московского театра «Современник». С 2022 по 2024 год — актриса Нового Рижского театра. Являлась одним из учредителей благотворительного фонда «Подари жизнь».

## Биография
Родилась 1 октября 1975 года в Казани в семье инженеров Наиля Ахметовича и Марины Галимулловны Хаматовых. Татарка, однако татарским языком не владеет. Младший брат — актёр Шамиль Хаматов (род. 1985).
В четырнадцатилетнем возрасте Чулпан приняла православие.
В детстве занималась фигурным катанием, а с восьмого класса училась в математической школе при Казанском университете. Подала документы в Казанский государственный финансово-экономический институт и, получив «отлично» на школьном выпускном экзамене по математике, была автоматически зачислена в этот вуз, но не проучилась там ни дня, поскольку летом забрала документы и поступила в Казанское театральное училище. Преподаватели Юнона Карева и Вадим Кешнер, оценив перспективы начинающей актрисы, посоветовали и посодействовали Чулпан продолжить обучение в Москве, и она поступила в ГИТИС, на курс Алексея Бородина.
Выступала на сценах нескольких московских театров: РАМТ (Дуня Раскольникова в «Преступлении и наказании» и Анна Франк в «Дневнике Анны Франк»), Театра Луны, Театра Антона Чехова (Катя в «Позе эмигранта»), в Открытом театре Юлия Малакянца («Сильвия»).
В 1998 году приглашена в труппу московского театра «Современник». Дебют состоялся в роли Патриции Хольман («Три товарища» Эриха Марии Ремарка). Там же получила роли в спектаклях «Три сестры» (Ирина), «Мамапапасынсобака» (Андрия), «Гроза» (Катерина), «Голая пионерка» (Маша Мухина) и «Антоний & Клеопатра» (Клеопатра), а также роль Маши в новом варианте пьесы «Три сестры». В 2008 году Чулпан приняла участие в спектакле Театра Наций «Рассказы Шукшина» (режиссёр Алвис Херманис), где сыграла в девяти из 10 рассказов.
В кино начала сниматься на третьем курсе ГИТИСа — Вадим Абдрашитов пригласил её на роль Кати в картине «Время танцора» (за этот фильм молодая актриса была номинирована на премию «Ника» за лучшую женскую роль). Роль Риты в фильме Валерия Тодоровского «Страна глухих» стала для неё поистине звёздной — и зрители, и критики признали её одной из самых талантливых молодых актрис отечественного кинематографа. В числе других фильмов с участием Хаматовой — фильм Бахтияра Худойназарова «Лунный папа» (вторая номинация на премию «Ника» за лучшую женскую роль), картина А. Кравчука «Рождественская мистерия», «72 метра» и «Гибель империи» Владимира Хотиненко, «Дети Арбата» Андрея Эшпая, «Доктор Живаго» Александра Прошкина. Ещё дважды на «Нику» актриса была номинирована за роли в фильмах Алексея Германа-младшего «Гарпастум» и «Бумажный солдат». Чулпан Хаматова также много работает и в Европе (немецкие ленты «Тувалу» Ф. Хёльмера, «Англия» А. фон Бориса, «Гуд бай, Ленин!», «Виктор Фогель — король рекламы», австрийская «Сукин сын»).
В 2000 году была ведущей в ток-сериале «Другая жизнь», а также соведущей в программе «Взгляд»; с 25 апреля 2005 по 27 марта 2006 года вела программу «Жди меня», заменяя ушедшую в декретный отпуск Марию Шукшину.
С 2005 года входила в число учредителей и арт-директоров фестиваля-школы современного искусства TERRITORIЯ, проходившего ежегодно в Москве.
В 2007 году в паре с фигуристом Романом Костомаровым участвовала и стала победительницей в проекте Первого канала «Ледниковый период».
С марта 2009 года Чулпан Хаматова играла в хореографической новелле «Бедная Лиза» по повести Н. Карамзина в постановке Аллы Сигаловой на музыку Леонида Десятникова. Критики отметили работу актрисы, которая ничем не уступает профессиональным танцорам.
Вскоре после рождения третьей дочери в 2010 году возобновила карьеру драматической актрисы и вышла на сцену в Москве, где Театр наций под управлением Евгения Миронова представлял постановку «Рассказы Шукшина». В ноябре 2010 года снова танцевала в спектакле «Бедная Лиза» в Нижнем Новгороде.
В феврале 2011 года в «Современнике» состоялась премьера спектакля «Враги: история любви» (реж. Евгений Арье, по одноимённому роману Исаака Башевиса Зингера), где Чулпан сыграла одну из главных ролей.
14 июня 2011 года в Санкт-Петербурге прошёл творческий вечер Хаматовой в Академическом драматическом театре имени В. Ф. Комиссаржевской. Деньги от продажи билетов пошли на приобретение лекарств для перенёсшей вторую трансплантацию костного мозга девочки Кати Ермолаевой.
21 декабря 2011 года состоялась премьера спектакля «Фрёкен Жюли» по актуализированной версии пьесы Стриндберга с участием Чулпан Хаматовой и Евгения Миронова в Театре Наций.
В 2014 году на Олимпиаде в Сочи была одной из тех, кто нёс флаг Олимпиады на церемонии открытия.
В рейтинге «100 самых влиятельных женщин России» журнала Огонёк, опубликованном в марте 2014 года, заняла 14-е место.
После отъезда из России в Латвию, 23 марта 2022 года уволилась из театра «Современник». С апреля 2022 года — актриса Нового Рижского театра. Планировалась как исполнительница главной роли в постановке театра по пьесе Натальи Ворожбит «Плохие дороги» (о войне 2014 года в Донбассе), однако драматург запретила участие в постановках своей пьесы актёров из России. Вышедший в июне 2022 года моноспектакль Хаматовой «Post Scriptum», посвящённый теракту на Дубровке, вызвал большой резонанс, актриса была удостоена главной латвийской театральной премии «Ночь лицедеев».
Снялась в главной роли в фильме греческого режиссера Александроса Авранаса «Тихая жизнь», который вошёл в конкурсную программу «Горизонты» Венецианского кинофестиваля 2024 года.

### Общественная деятельность
Чулпан Хаматова известна своей общественной деятельностью, заключающейся в привлечении внимания общества к проблемам детей с онкологическими заболеваниями. Вместе с актрисой Диной Корзун в 2005 году организовала на сцене «Современника» благотворительный концерт «Подари мне жизнь», чтобы помочь детям с гематологическими заболеваниями. В 2006 году Чулпан и Дина стали соучредителями благотворительного фонда «Подари жизнь», помогающего детям, страдающим от онкологических и онкогематологических заболеваний. К лету 2009 года фонд собрал и направил на лечение этих заболеваний более 500 млн рублей. После отъезда из России Хаматова, по словам директора фонда Екатерины Шерговой, «покинула попечительный совет фонда, а впоследствии вышла и из состава учредителей фонда»: «сейчас она не имеет к нам никакого отношения», — заявила Шергова.

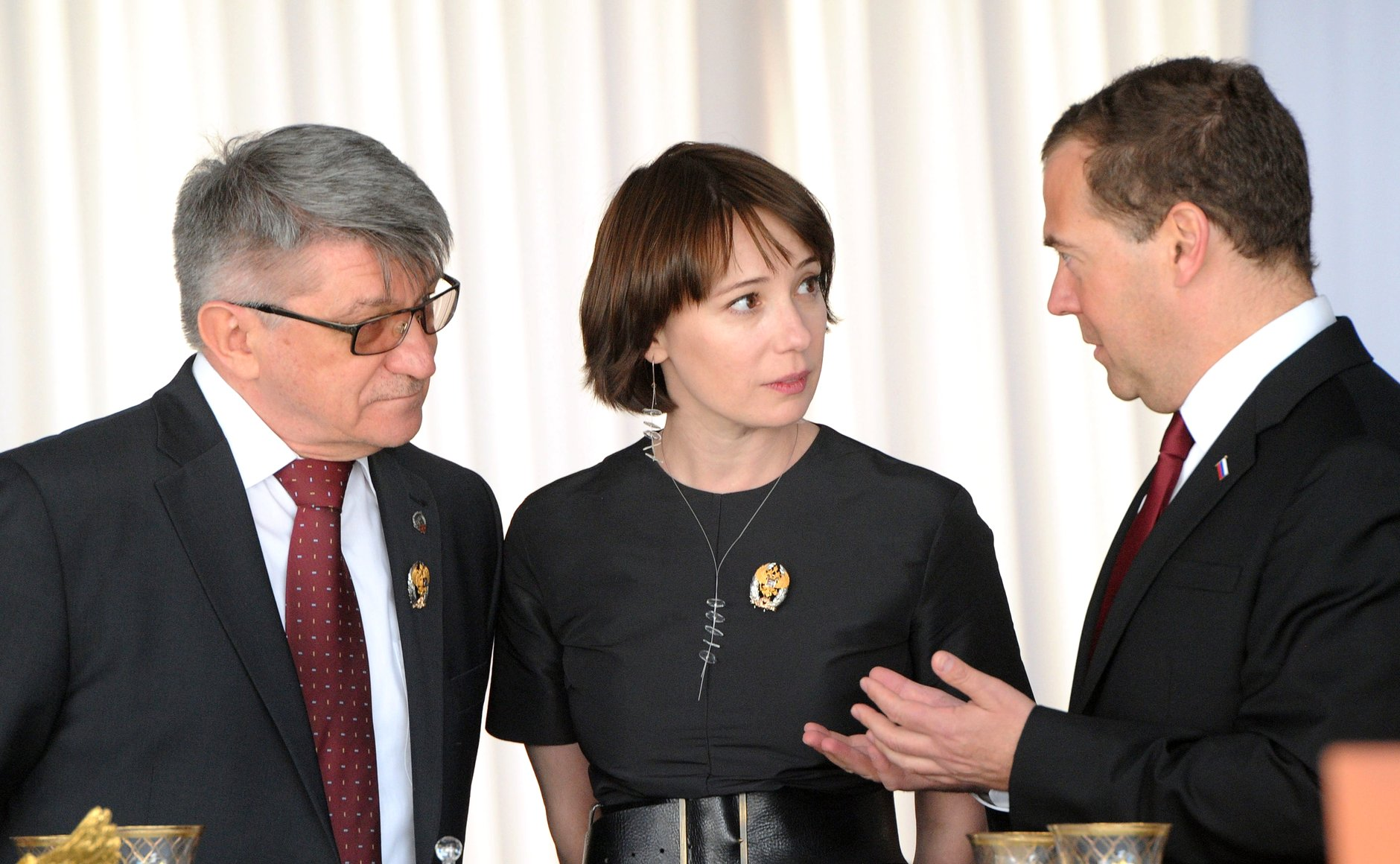
Александр Сокуров, Чулпан Хаматова и Дмитрий Медведев на торжественном приёме по случаю Дня России, 12 июня 2015 года

В 2012 году Хаматова приняла участие в предвыборной кампании кандидата в президенты России Владимира Путина в качестве героя одного из агитационных роликов «Почему я голосую за Путина?». При этом она не вошла в список доверенных лиц кандидата. От самой актрисы комментариев по поводу выступления не поступало, а по словам пресс-секретаря Путина Дмитрия Пескова, во время посещения московского онкоцентра кандидатом в президенты Чулпан сказала, что «…когда она что-то говорит в поддержку Путина, то имеет в виду чистосердечную поддержку». Впоследствии в интервью журналисту Би-би-си заявила, что её выступление в предвыборной кампании было добровольным; уточнила: «все слухи по поводу того, что меня пытали и принуждали, и прикладывали утюг к груди, это конечно не соответствует действительности» — и добавила буквально следующее: «Я к политике не имею отношения. Я её не понимаю, я в ней не могу разобраться». Ряд оппозиционно настроенных деятелей культуры расценил действия Хаматовой как вынужденные, обусловленные необходимостью защитить фонд, помогающий больным детям; афористичным выражением такого понимания дела стала эпиграмма Ивана Давыдова:
Утром Путин без затей

Скушал четырёх детей,

А пятого, помятого,

Спасла Чулпан Хаматова.
В дальнейшем, уже в 2020 году, сказала, что жалеет об этом решении и никогда не проголосовала бы за Путина, если бы знала, что он начнёт в 2014 году войну в Украине.
21 марта 2012 года Хаматовой было присвоено почётное звание народной артистки России. В июне 2012 года она заявила о непонимании целей протестного движения, отметив, что «Северная Корея лучше революции». Положительно оценила деятельность Михаила Горбачёва на посту главы СССР.
В 2013 году приняла участие в благотворительном мультипликационном проекте «Летающие звери», в котором также участвовали Вячеслав Бутусов, Андрей Макаревич и Сергей Маковецкий. Прибыль от товаров с изображениями персонажей этого мультфильма идёт на лечение детей.
В 2015 году объявила о готовности снова сняться в предвыборном ролике, «если бы была построена ещё одна больница».
В 2019 году в интервью журналистке Ирине Шихман актриса обвинила Путина в развязывании войны на юго-востоке Украины: «Если бы в 2012 году мне сказали, что „он [Путин] сделает эту войну“, я бы не пошла голосовать. В 2012 году я бы не стала записывать ролик, если бы мне сказали, что будет война на Донбассе и будут погибать люди. Дети, мирное население…».
В 2021 году различные медиа сообщили о том, что Хаматова приобрела недвижимость в Латвии (процесс был начат ещё в 2012 году), а вместе с этим — возможность переехать в эту страну; ряд общественных деятелей пожелал ей вместо этого переехать в Северную Корею.
В феврале 2022 года подписала обращение против вторжения России на Украину. В марте 2022 года вместе с детьми уехала из России в Латвию, не желая возвращаться в Россию из-за опасения попасть под уголовное преследование по новой статье о дискредитации армии. В апреле 2022 выступила на антивоенном митинге в Риге. В октябре 2023 года в Ульяновске была демонтирована звезда в честь Чулпан Хаматовой с местной «аллеи звёзд».

### Личная жизнь
- Первый муж (1995—2002)[49] — Иван Волков, актёр, сын актрисы Ольги Волковой и актёра Николая Волкова.
  - дочь — Арина (род. 2002)[50];
  - приёмная дочь — Ася (род. 2003)
- Незарегистрированный брак — Алексей Дубинин (род. 1965), солист балета Немецкой оперы в Берлине (1994—2004)[51][52].
- Второй муж (2009—2017) — Александр Шейн (род. 27 сентября 1976)[53], актёр и режиссёр.
  - дочь — Ия (род. 2010)[53][54][55].

## Фильмография
| Год  |     | Название                                                       | Роль                                 |
| ---- | --- | -------------------------------------------------------------- | ------------------------------------ |
| 1997 | ф   | Время танцора                                                  | Катя                                 |
| 1998 | ф   | Страна глухих                                                  | Рита                                 |
| 1998 | тф  | Старые песни о главном 3                                       | ассистентка режиссёра на «Мосфильме» |
| 1999 | ф   | Лунный папа                                                    | Мамлакат Бигмурадова                 |
| 1999 | ф   | Тувалу / Tuvalu                                                | Ева                                  |
| 2000 | ф   | Англия! / England!                                             | Елена                                |
| 2000 | ф   | Василиса                                                       | нимфа                                |
| 2000 | ф   | Рождественская мистерия                                        | Маша                                 |
| 2000 | ф   | Я вам больше не верю                                           | Аня Тимофеева                        |
| 2001 | ф   | Виктор Фогель — король рекламы / Viktor Vogel - Commercial Man | Роза Браун                           |
| 2001 | ф   | Львиная доля                                                   | Дина                                 |
| 2003 | ф   | Гуд бай, Ленин! / Good Bye Lenin!                              | медсестра Лара                       |
| 2003 | кор | Дрессировщица курицы                                           | Варя                                 |
| 2004 | ф   | 72 метра                                                       | Нелли                                |
| 2004 | с   | Дети Арбата                                                    | Варя Иванова                         |
| 2004 | ф   | Сукин сын / Hurensohn                                          | Сильвия                              |
| 2005 | ф   | Гарпастум                                                      | Аница                                |
| 2005 | с   | Гибель империи                                                 | Ольга Семёновна Нестеровская         |
| 2005 | ф   | Греческие каникулы                                             | Мелина                               |
| 2005 | ф   | Голая пионерка                                                 | Маша Мухина, «Муха»                  |
| 2005 | с   | Казус Кукоцкого                                                | Танечка / Женя                       |
| 2005 | с   | Место преступления / Tatort                                    | Лариса                               |
| 2006 | с   | Доктор Живаго                                                  | Лара                                 |
| 2006 | ф   | Любовь в Кёнигсберге / Eine Liebe in Königsberg (Германия)     | Надежда                              |
| 2006 | ф   | Меченосец                                                      | Катя                                 |
| 2006 | ф   | Многоточие                                                     | Урсула                               |
| 2008 | ф   | Бумажный солдат                                                | Нина                                 |
| 2008 | ф   | Домовой                                                        | Вика                                 |
| 2008 | ф   | Метеоидиот                                                     | Лия                                  |
| 2009 | с   | Иван Грозный                                                   | Шамиль, гонец из Казани              |
| 2009 | ф   | Колыбельные / Schläft ein Lied in allen Dingen                 | Кристина                             |
| 2009 | ф   | Событие                                                        | Люба                                 |
| 2010 | ф   | Америка / América                                              | Лиза                                 |
| 2010 | с   | Башня                                                          | Лариса                               |
| 2010 | ф   | Дом Солнца                                                     | Галина                               |
| 2010 | ф   | Элизиум                                                        | Черубина де Габриак                  |
| 2011 | мтф | Достоевский                                                    | Мария Дмитриевна Исаева              |
| 2011 | кор | Катя / Katya                                                   | Катя                                 |
| 2011 | кор | Из Токио                                                       | жена спасателя                       |
| 2012 | тф  | Няня / Das Kindermädchen (Германия)                            | Милa Чередниченкова                  |
| 2013 | с   | Студия 17                                                      | камео                                |
| 2013 | мтф | Пепел                                                          | Соня                                 |
| 2013 | ф   | Гарегин Нжде                                                   | жена Гарегина Нжде                   |
| 2014 | ф   | Инородное тело / Obce ciało (Польша, Италия)                   | Тамара                               |
| 2015 | ф   | Райские кущи                                                   | Галина                               |
| 2015 | ф   | Под электрическими облаками                                    | подросток-бомж                       |
| 2015 | ф   | Синдром Петрушки                                               | Лиза / Элис                          |
| 2016 | с   | Таинственная страсть                                           | Нэлла Аххо                           |
| 2018 | ф   | Двое на качелях                                                | Гитель Моска                         |
| 2018 | ф   | Иванов                                                         | Анна Петровна                        |
| 2018 | ф   | Найти... и полюбить                                            | Имя персонажа не указано             |
| 2018 | ф   | ВМаяковский                                                    | Лиля Брик                            |
| 2019 | ф   | Зулейха открывает глаза                                        | Зулейха                              |
| 2019 | ф   | Нуреев. Белый ворон                                            | Ксения                               |
| 2019 | ф   | Доктор Лиза                                                    | Елизавета Глинка                     |
| 2019 | ф   | Одесский пароход                                               | Таня                                 |
| 2020 | ф   | Петровы в гриппе                                               | Петрова                              |
| 2021 | ф   | Подвиг                                                         | Елена Ломакина                       |
| 2023 | ф   | Праведник                                                      | Рита, мать Моше Таля                 |
| 2024 | ф   | Тихая жизнь / Quiet Life (Франция, Швеция, Эстония)            | Наталья                              |

### Документальные фильмы
- 2008 — «Лирика» (к 75-летию поэта Андрея Вознесенского, режиссёр — Пётр Шепотинник) — участвует в фильме, читает стихотворение «Ты меня помнишь?»
- 2011 — «Один…» (о Юрии Норштейне, режиссёр — Олеся Фокина) — закадровый текст
- 2012 — «Победить рак», проект Катерины Гордеевой. Дневник главной героини Марины Пак.
- 2012 — «Хлеб для Сталина. Истории раскулаченных» (режиссёр — Иван Скворцов)

### Озвучивание
- 2000 — Русский бунт — Маша Миронова (Каролина Грушка)[56]
- 2008 — Про Федота-стрельца, удалого молодца — Маруся
- 2020 — Байкал. Удивительные приключения Юмы — голос за кадром
- 2021 — Сахаров: две жизни — голос Совести

### Дубляж
- 2012 — Арктика 3D (документальный фильм) — рассказчик[57]
- 2015 — Маленький принц (мультфильм) — Роза[58]

### Съёмки в клипах
- 2012 — «Где мы летим» («ДДТ»)[59]
- 2013 — «Иди ко мне» («Ночные снайперы»)
- 2013 — «Мы летим» (на песню из серии «Старый дуб» благотворительного мультсериала «Летающие звери»)
- 2013 — «Суета сует» («Несчастный случай»)[60]
- 2022 — «С Новым годом, сынок» («Ногу свело!»)[61]

## Театральные работы

### Театр «Современник»
- 1999 — «Три товарища» Э. М. Ремарка (реж. Г. Волчек) — Патриция Хольман
- 2001 — «Три сестры» А. П. Чехова (реж. Г. Волчек) — Ирина
- 2003 — «Мамапапасынсобака» Б. Срблянович (реж. Н. Чусова) — Андрия
- 2004 — «Гроза» А. Н. Островского (реж. Н. Чусова) — Катерина
- 2004 — «Голая пионерка» М. Б. Кононова (реж. К. Серебренников) — Маша Мухина
- 2006 — «Антоний & Клеопатра. Версия» О. Богаева, (реж. К. Серебренников) по мотивам У. Шекспира — Клеопатра
- 2008 — «Три сестры» А. П. Чехова (реж. Г. Волчек) — Маша
- 2011 — «Враги: история любви» И. Б. Зингера (реж. Е. Арье) — Маша
- 2012 — «Скрытая перспектива» Д. Маргулиса (реж. Е. Арье) — Сара
- 2013 — «Играем… Шиллера!» по пьесе Ф. Шиллера «Мария Стюарт» (реж. Р. Туминас) — Мария Стюарт
- 2015 — «Двое на качелях» У. Гибсона (реж. Г. Волчек) — Гитель Моска
- 2019 — «Утровечер» по произведениям Ю. Левитанского — Она

### Театр Наций
- 2008 — «Рассказы Шукшина» (реж. — А.Херманис) — 9 ролей
- 2009 — «Бедная Лиза» Н. Карамзина — Лиза
- 2011 — «Фрёкен Жюли» А. Стриндберга — Жюли
- 2013 — «Укрощение строптивой» по пьесе У. Шекспира (реж. Р. Феодори) — Катарина
- 2016 — «Иванов» А. П. Чехова (реж. Т. Кулябин) — Анна Петровна
- 2019 — «Иранская конференция» (реж. В. Рыжаков по пьесе И. Вырыпаева) — Ширин Ширази
- 2020 — «Горбачев» (реж. А.Херманис) — Раиса Горбачева
- 2021 — «Мастер и Маргарита» по роману М. Булгакова (реж. Р. Лепаж) — Маргарита, Соков

### Новый Рижский Театр
- 2022 — «Post Scriptum» (реж. — А. Херманис)
- 2023 — «Страна Глухих» Ренаты Литвиновой и Валерия Тодоровского (реж. — А. Херманис)

### Роли в других театрах
- 1995 — О. Михайлов, «Мечты маленького Робинзона» (Театр Луны) — Пятница
- 1995 — С. Проханов, «Фанта-инфанта» (Театр Луны) — Фанта
- 1996 — «Поза эмигранта» реж. Г. Слуцки (МХТ имени Чехова) — Катя
- 1997 — «Чествование» (МХТ имени Чехова) — Санни
- 2000 — «Дневник Анны Франк» реж. Ф. Гудрич, А. Хаккет (РАМТ) — Анна Франк
- 2003 — «Двенадцатая ночь» по У. Шекспиру (Perchtoldsdofer Sommerspiele, Австрия) — Виола
- 2016 — «Мандельштам. Век-волкодав» (Гоголь-центр, реж. А. Адасинский) — Душа гулящая, мать, тень, верёвка

### Антреприза
- 2024 — «Записки сумасшедших» реж. Дмитрий Крымов — Чулпан

## Участие в рекламных кампаниях
- 2005 — снялась для рекламных плакатов часов «Романсон»;
- 2009 — снялась в телевизионной рекламе банка «ВТБ 24»;
- 2009 — снялась для каталога косметики «Faberlic»;
- 2009 — снялась для рекламных плакатов сети аптек «36,6»;
- 2009 — реклама нового автомобиля Toyota Prius[62];
- 2012 — снялась в предвыборном ролике в поддержку кандидата в президенты Владимира Путина.

## Другие проекты
Весной 2008 года Чулпан Хаматова участвовала в фото-арт-проекте «ЧЕХОВ IN VOGUE» (или «Играем Чехова»), в котором фотографом выступила Ольга Лавренкова.
Осенью 2008 года приняла участие в масштабном фотопроекте Алексея Никишина «В роли себя».
Осенью 2013 приняла участие в юбилейной серии программ Спокойной ночи, малыши! в качестве ведущей.
В 2014 году совместно с пианисткой Полиной Кондратковой и саксофонисткой Вероникой Кожухаровой выпустила спектакль «Час, когда в души идешь — как в руки».
В апреле 2022 года озвучила публикацию «Можно ли сделать розовый протез с цветочками?» (истории людей из Бучи) для YouTube-проекта «Продолжение следует».

### Аудиокниги
- 2005 — Спектакль по роману Ф. М. Достоевского «Преступление и наказание»: Соня Мармеладова (2005 апрель)
- 2010 — Маленький принц: цветы

### Книга «Время колоть лёд»
В 2018 году совместно с журналисткой Катериной Гордеевой была выпущена книга Хаматовой «Время колоть лёд», которая родилась из их разговоров. В основе повествования лежит история создания благотворительного фонда «Подари жизнь».

## Признания и награды

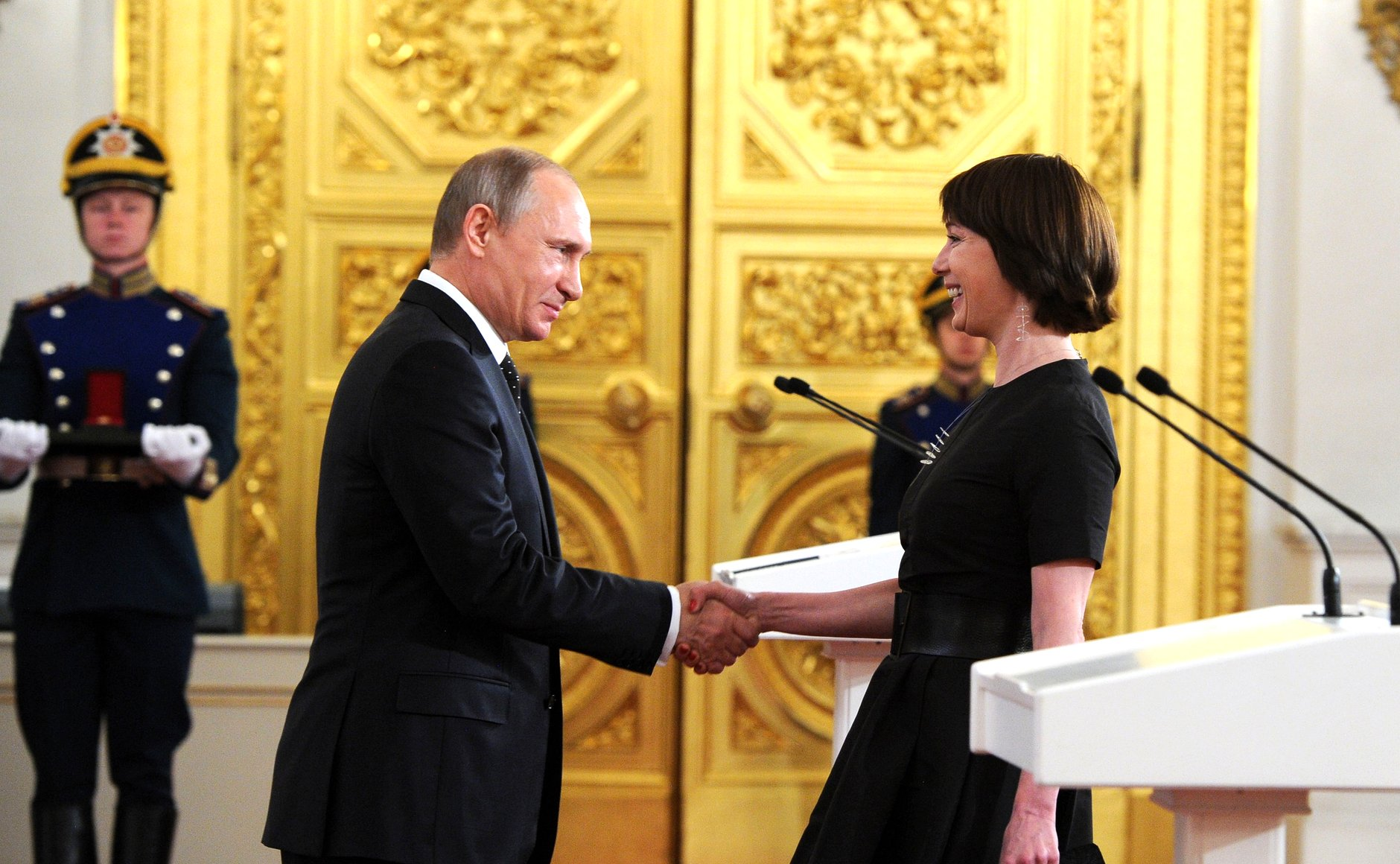
Вручение Государственной премии Российской Федерации за 2014 год, 12 июня 2015 года

- 1998 — Номинация на премию «Ника» за лучшую женскую роль («Время танцора»).
- 2000 — Приз жюри зрителей кинофестиваля «Кинотавр» в Сочи за лучшую женскую роль («Лунный папа»).
- 2001 — Номинация на премию «Ника» за лучшую женскую роль («Лунный папа»).
- 2002 — Приз кинофестиваля «Бригантина» за лучшую женскую роль («Львиная доля»).
- 2002 — Приз за лучшую женскую роль в конкурсе «Зрительский взгляд» на кинофестивале «Кинотавр» в Сочи («Львиная доля»)[68].
- 2003 — Премия «Чайка» в номинации «Улыбка Ж» за лучшую комедийную женскую роль.
- 2004 — Государственная премия Российской Федерации за роли в спектаклях «Дневник Анны Франк», «Три товарища» и «Мамапапасынсобака».
- 2004, 11 октября — почётное звание «Заслуженный артист Российской Федерации» за заслуги в области искусства[69].
- 2004 — Премия «Золотая маска» за роль в спектакле «Мамапапасынсобака».
- 2004 — Премия «Кумир».
- 2006 — Номинация на премию «Ника» за лучшую женскую роль («Garpastum»).
- 2006 — Премия «Каронация» в категории «Самая яркая звезда».
- 2006 — Премия «ТЭФИ» в категории «Лица» за лучшую женскую роль («Доктор Живаго»).
- 2006 — Премия «Золотой орёл» за лучшую женскую роль второго плана («Многоточие»).
- 2006, 14 апреля — орден Дружбы за большой вклад в развитие театрального искусства и достигнутые творческие успехи[70].
- 2007 — Премия «Живого Журнала» «ЖорЖ 2007» имени Жоржа Мельеса.
- 2007 — Признана журналом «Гламур» «Женщиной года».
- 2009 — Номинация на премию «Ника» за лучшую женскую роль («Бумажный солдат»).
- 2009 — Премия «Живого Журнала» «ЖорЖ 2009» имени Жоржа Мельеса.
- 2009 — Премия «ЖЖивой театр» за лучшую женскую роль в спектакле «Рассказы Шукшина».
- 2009 — Премия «Хрустальная Турандот» за лучшую женскую роль в спектакле «Рассказы Шукшина».
- 2010 — Премия «Персона года-2009» в номинации «За активную гражданскую позицию».
- 2010 — Премия памяти В. Высоцкого «Своя колея» за многолетнюю работу во имя спасения жизни и здоровья детей, за подвижничество, за душевную щедрость и веру в людей.
- 2012, 21 марта — почётное звание «Народный артист Российской Федерации» за большие заслуги в области кинематографического, музыкального, театрального, хореографического и циркового искусства[3]. Самой Хаматовой это звание не нравится, она считает его пережитком прошлого, и постоянно запрещает представлять её «народной артисткой России» перед публикой[71].
- 2012 — Именем актрисы назван астероид (279119) Хаматова[72].
- 2014 — Премия «ТЭФИ» в категории «Актриса телевизионного фильма» («Пепел»)[73].
- 2014 — 14-е место в списке «100 самых влиятельных женщин России» по версии журнала «Огонёк»[74].
- 2014 — Государственная премия Российской Федерации — за вклад в развитие отечественного театрального и киноискусства[75].
- 2017 — Звание «Почётный гражданин Казани» (решение Казанской городской Думы № 4-17 от 21 июня 2017 г.)[76][77].
- 2018 — Гран-при кинофестиваля имени Валентины Леонтьевой «От всей души» — приз губернатора Ульяновской области «Честь и достоинство», а также звезда на «Аллее славы» на площади Звёзд российского кинематографа в Ульяновске (демонтирована в 2023 году)[48].
- 2020 — XXVIII кинофестиваль «Виват кино России!» — приз «Лучшая женская роль» («Доктор Лиза»)[78].
- 2021 — Премия «Ника» за лучшую женскую роль («Доктор Лиза»).
- 2022 — Премия «Ночь лицедеев» (Латвия) в номинации «Лучшая актриса» за главную роль в спектакле Алвиса Херманиса «Post Scriptum» (Новый Рижский театр)[79].

## Интервью
- Чулпан Хаматова и Лев Шлосберг: «Театр военных действий» / Люди мира // ГражданинЪ TV. 24 сентября 2022.
- Чулпан Хаматова в Тбилиси // Георгий За Кадром. Апрель 2025.